# Limuna Bilbilo
« Meraro » et « Bekoji (woreda) » redirigent ici. Pour la ville, voir Bekoji.
Limuna Bilbilo est un woreda du centre de l'Éthiopie situé dans la zone Arsi de la région Oromia. Avec 180 695 habitants en 2007, il reprend la plus grande partie de l'ancien woreda Bekoji et son centre administratif reste jusqu'à récemment la ville de Bekoji. Les autres agglomérations du woreda sont Robe Gerjeda et Meraro.

## Origine et nom
L'ancien woreda Bekoji est encore cité en 2006 dans l'Atlas of the Ethiopian Rural Economy. Il se partage lors du recensement de 2007 entre le woreda Limuna Bilbilo (180 695 habitants) et le woreda Enkelo Wabe (58 561 habitants).
La ville de Bekoji, qui fait partie en 2007 de Limuna Bilbilo, accède ultérieurement [Quand ?] au statut de woreda.
Limuna Bilbilo qui signifie littéralement « Limu et Bilbilo » en français[réf. souhaitée] peut aussi s’appeler « Limu Bilbilo ».

## Situation
Extrémité sud de la zone Arsi, Limuna Bilbilo est limitrophe de la zone Mirab Arsi. Il est bordé par les woredas Adaba et Gedeb Asasa dans la zone Mirab Arsi et par les woredas Munesa, Digeluna Tijo, Sherka et Enkelo Wabe dans la zone Arsi.
Meraro est une localité située vers 3 000 m d'altitude dans le centre du woreda. Elle est desservie par la route d'Adama à Asasa une quinzaine de kilomètres au sud de Bekoji.
Au sud-est du woreda, Robe Gerjeda se trouve sur la rive nord du Chébéli, à la limite des zones Arsi et Mirab Arsi, face à la station hydroélectrique de Melka Wakena (en) qui est sur la rive sud,.

## Population
Au recensement national de 2007, le woreda compte 180 695 habitants dont 13 % de citadins avec 17 741 habitants à Bekoji, 3 075 habitants à Meraro et 2 524 habitants à Robe Gerjeda. La moitié des habitants du woreda (50 %) sont orthodoxes, 46 % sont musulmans et 4 % sont protestants.
En 2022, la population est estimée à 268 424 personnes avec une densité de population de 227 personnes par km2 et 1 185 km2 de superficie dans le périmètre 2007 du woreda comprenant la ville de Bekoji.

## Personnalités
Kenenisa Bekele (1982-), athlète spécialiste des courses de fond, triple champion olympique.